# Then Who Am I
«Then Who Am I» es una canción interpretada por el cantante estadounidense Charley Pride. Fue publicada en noviembre de 1974 como el segundo sencillo del álbum Pride of America.

## Rendimiento comercial
En Estados Unidos, «Then Who Am I» debutó en el número 74 de la lista Hot Country Singles de la revista Billboard durante la semana que terminó el 14 de diciembre de 1974, donde se desempeñó como el debut más alto de la edición. Después de escalar de manera constante la lista durante nueve semanas consecutivas, encabezó la lista el 8 de febrero de 1975, donde desplazó la canción de Mickey Gilley, «City Lights», de la posición más alta. «Then Who Am I» salió de la lista Hot Country Singles el 1 de marzo en la posición número 57; en total, pasó doce semanas consecutivas entre los rankings de la lista.
Fuera del país natal de Pride, el sencillo tuvo un éxito comercial similar. En Canadá, «Then Who Am I» debutó en el puesto número 40 de la lista RPM Country Playlist durante la semana que terminó el 1 de febrero de 1975, donde se desempeñó como el debut más alto de la edición. En su cuarta semana en la lista, «Then Who Am I» alcanzó el número uno que anteriormente ocupaba la canción «(I'd Be) A Legend in My Time» de Ronnie Milsap. «Then Who Am I» salió de la lista Country Playlist el 22 de marzo de 1975 en la posición número 12; en total, pasó siete semanas consecutivas entre los rankings de la lista.

## Lista de canciones
- 7-inch – RCA PB-10126[7]

1. «Then Who Am I» – 2:11
2. «Completely Helpless» – 2:27

## Posicionamiento

### Gráfica semanal
| Gráfica (1975)                                 | Pico de posición |
| ---------------------------------------------- | ---------------- |
| Canadá (RPM Country Playlist)                  | 1                |
| Estados Unidos (Billboard Hot Country Singles) | 1                |
| Estados Unidos (Cash Box Country Top 75)       | 1                |

### Gráfica de fin de año
| Gráfica (1975)                           | Pico de posición |
| ---------------------------------------- | ---------------- |
| Estados Unidos (Cash Box Country Top 75) | 98               |